# Национальный совет учителей английского языка
Национальный совет преподавателей английского языка (англ. National Council of Teachers of English, NCTE) — это профессиональная организация США, занимающаяся «улучшением преподавания и изучения английского и языковых искусств на всех уровнях образования. С 1911 года NCTE предоставляет форум для профессиональной деятельности, предоставляет учителям ряд возможностей для продолжения профессионального роста на протяжении всей своей карьеры, а также рамки для сотрудничества в решении вопросов, влияющих на преподавание английского языка... " Кроме того, NCTE описывает свою миссию следующим образом:
Совет способствует развитию грамотности, использованию языка для построения личного и общественного мира и достижения полного участия в общества, посредством изучения и преподавания английского языка и связанных с ним искусств и наук о языке.
NCTE занимается публикацией журналов (College Composition and Communication и College English) и книг, посвящённых проблемам преподавания английского языка в области искусств. С 1970-х годов он ежегодно выпускает Doublespeak Awards и Orwell Awards. Он также вручает награду NCTE Intellectual Freedom

## История
Как указано на официальном сайте NCTE, Национальный совет преподавателей английского языка был основан в 1911 году группой преподавателей в Чикаго, штат Иллинойс, известной как Круглый стол английского языка. Национальная ассоциация образования. Эта группа хотела создать профессиональный ответ на меняющиеся потребности и ценности в сфере образования, особенно обучения английскому языку. Толчком для этих первых усилий была обеспокоенность тем, что школьные программы становились слишком узкими и не могли удовлетворить потребности всё более разнообразного ученического населения. Для решения этих вопросов был сформирован специальный комитет. С этого времени NCTE предоставляет возможность профессионалам в области преподавания английского языка продолжать свой профессиональный рост на протяжении всей карьеры, а также обеспечивает основу для совместных действий по вопросам, влияющим на преподавание английского языка.
Эти озабоченные преподаватели сначала поставили перед собой ограниченную задачу: исследовать проблемы, возникающие из жёсткого, узко определённого подхода к обучению английскому языку. Вскоре, однако, стало очевидно, что необходимо больше, и что только национальная профессиональная организация будет иметь возможность влиять на политические решения. К 1919 году первоначальный следственный комитет стал достаточно большим, чтобы стать такой организацией. Из-за своей политики открытых дверей в отношении членства NCTE с самого начала поддерживала структурную структуру с отдельными группами, представляющими преподавателей начального, среднего и послесреднего образования.
В течение следующих нескольких десятилетий организация продолжала расти. К 1948 году стало ясно, что простые деления на основе уровня обучения неадекватны, и была создана Конференция по составу и коммуникации в колледже (СССС) для удовлетворения особых потребностей преподавателей коммуникации и сочинения в университете и сообществе. уровень колледжа. Опора на организацию комитета оказалась чрезвычайно полезной, поскольку позволила заинтересованным группам сконцентрировать своё внимание на конкретных проблемах или тенденциях. Количество членов резко выросло во второй половине XX века, и с годами были сформированы новые комитеты, в результате чего в начале XXI века была создана структура из пяти конференций. Известным прошлым президентом был Лу Л. Лабрант в 1954 году, который дожил до 103 лет и учил 70 лет.

### Структура
NCTE предлагает своим членам возможности профессионального роста за счёт взаимодействия с коллегами по всем аспектам преподавания английского языка. Физические лица принадлежат к любой из четырёх широких категорий членства — начальной, средней, средней или колледжской. Они также могут присоединиться к другим группам, специализирующимся на преподавании различных специальностей английского языка, каждая из которых ведёт свой журнал, встречи и проекты. Основные группы по интересам, называемые Конференциями, обслуживают преподавателей колледжа письменной речи и риторики; преподавателей в высших учебных заведениях и на местах без отрыва от производства; учителей с интересом ко всему языку; и заведующих кафедрами английского языка, супервайзеров K-12 и других руководителей преподавания английского языка. Ассамблеи — это неформальные группы с особыми интересами, начиная с компьютеров на английском языке и заканчивая исследованиями, которые встречаются на конвенциях NCTE. Ярким примером этой последней группы является Ассамблея детской литературы, издающая Журнал детской литературы.
Комиссии отслеживают и сообщают о тенденциях и проблемах в преподавании языка, композиции, литературы, чтения и средств массовой информации. Около 50 комитетов и целевых групп реализуют проекты по вопросам и темам преподавания английского языка, в том числе тестирование и оценка, цензура, технологии обучения, ответы на литературу, подготовка и сертификация учителей, а также английский язык в городских школах.
В дополнение к комиссиям, постоянным комитетам поручено сосредоточить внимание на вопросах и / или областях, вызывающих постоянную озабоченность, которые влияют на область изучения английского языка. Есть три постоянных комитета; комитет против цензуры, комитет по разнообразию и инклюзивности и комитет по глобальному гражданству.

### Комитет против цензуры
Комитет против цензуры обвиняется в том, чтобы «запрашивать и получать отчёты о случаях цензуры. от членов NCTE, групп участников и источников за пределами Совета; служить источником информации о текущих моделях цензуры; продолжать повышать осведомленность о проблемах цензуры; выступать в качестве консультативного комитета при штаб-квартире NCTE, рассматривая виды поддержки и услуг, которые Центр интеллектуальной свободы / антицензуры может обеспечить; продвигать политику принятия литературы, которая устраняет возможность цензуры; помочь NCTE разработать обоснование для преподавания спорных текстов и разработать белую книгу, которая дополнительно исследует право студентов писать и все его последствия ". Этому комитету также поручено определить победителя конкурса NCTE

### Комитет по разнообразию и инклюзивности
Комитет по разнообразию и инклюзивности должен «консультировать NCTE по усилиям по содействию разнообразию и инклюзивности среди членов и потенциальных членов, в том числе (но не ограничиваясь ими) с точки зрения расы, этнической принадлежности, пола и гендерной идентичности, возраста, экономического статуса, физических способностей и условий обучения. Работайте совместно с Исполнительным комитетом и Исполнительным директором над конкретными заданиями, которые обеспечить равенство и разнообразие членов. Определить стратегии использования ресурсов и ценностей разнообразия и инклюзивности для продвижения миссии NCTE для всех членов, наших студентов и наших клиентов. Предоставлять ежегодный или двухгодичный анализ эффективности инициатив NCTE по разнообразию и инклюзивности (программ, награды, мероприятия и т. д.), и дать рекомендации на основе этого анализа. Определите существующие исследования или ресурсы, которые могут поддержать разнообразное членство в NCTE и их профессиональные потребности. Выявите пробелы или возможности, которые могут быть устранены с помощью новых исследований или ресурсов ".

### Комитет по глобальной гражданственности
Задача комитета по глобальной гражданственности заключается в том, чтобы« способствовать интересу и знанию глобальных связей и проблем. в рамках всего Совета, включая сессии конвенций, публикации, социальные сети и проекты Совета; содействовать обсуждению потребностей в обучении учащихся школ и колледжей из разных стран мира, а также стратегий обучения учителей этих учащихся; Поощрять обсуждения преподавания английского и английского языков в глобальном контексте, а также в школах и колледжах Северной Америки, где учащиеся становятся всё более разнообразными; Обеспечить осведомлённость об обучении грамоте в глобальном контексте, чтобы обеспечить взаимный обмен педагогическими идеями и проблемами ; Поощрять интеграцию мировой и международной литературы и стратегий межкультурного взаимопонимания в школах и колледжах; и вовлечь Совет в исследование меняющихся потребностей обучения и изучения грамотности во всё более глобальном обществе и в качестве членов более широкого глобального сообщества ".

## Стратегическое управление
В ноябре 2003 г. исполнительный директор NCTE Комитет принял новую модель ориентированного на политику стиля управления для Совета. Они изучили значение и ответвления следующих вопросов для организации в целом.

## Политическая деятельность
NCTE — это занимается различными политическими проблемами, влияющими на образование английского языка, и делает это в первую очередь через Руководящий комитет по социальным и политическим вопросам (SLATE). Согласно веб-сайту NCTE, SLATE пытается «влиять на общественное мнение и политические решения, влияющие на преподавание английского языка на местном, государственном и национальном уровнях; осуществлять и пропагандировать политику, принятую NCTE. В рамках своей функции политических действий, SLATE будет служить сетью интеллектуальной свободы NCTE ».

### NCTE и SLATE
NCTE и Slate вовлечены во многие политические вопросы, некоторые из которых включают:
- Закон« Ни о детях, не оставленных без внимания »(NCLB)
- Запрещённые книги
- Закон о стремлении читателей

## Настоящее и будущее
В настоящее время NCTE насчитывает 35 000 членов и подписчиков в США и за рубежом. Это членство состоит из учителей и руководителей программ английского языка, начиная от начальных, средних и средних школ до преподавателей факультетов английского языка колледжей и университетов, а также преподавателей-преподавателей, специалистов по английскому языку местных и государственных агентств и других специалистов в непосредственно связанных областях. Спонсируя более 120 региональных, государственных, провинциальных, местных и студенческих филиалов в Соединённых Штатах, Канаде и странах Азии, NCTE продолжает стремительный ежегодный рост.